# منطقه اورشلیم
منطقه اورشلیم ((به عبری: מחוז ירושלים تلفظ: محوز یروشالایم) (به عربی: منطقة القدس)) یکی از هفت منطقه کشور اسرائیل است.

## شهرها
- اورشلیم (مرکز منطقه)
- بیت شمش